# Сарыев, Гельды Мухаммедович
Гельды Мухаммедович Сарыев (туркм. Geldi Muhammedowiç Saryýew; род. 1961, Безмеин, Ашхабадский район, Ашхабадская область, Туркменская ССР, СССР) — туркменский государственный деятель.

## Биография
Родился в 1961 году в городе Безмеин Ашхабадского района Ашхабадской области Туркменской ССР.
В 1988 году окончил Туркменский политехнический институт по специальности «инженер-строитель».
1987—1993 — заведующий отделом учета и финансов Молодежной организации Ашхабадского района Ашхабадской области Туркменской ССР, инструктор по социально-экономическим вопросам партийной организации Ашхабадского района, специалист 1-й категории социально-экономического отдела исполкома Ашхабадского района, специалист 1-й категории отдела экономики и финансов Ашхабадского района.
1993—2005 — на различных должностях в Министерстве экономики и финансов Туркменистана.
2005—2008 — заведующий отделом экономики и финансов, отделом финансов Гёкдепинского этрапа Ахалского велаята.
2008—2013 — на руководящих должностях в Министерстве финансов Туркменистана.
Исполняющий обязанности министра энергетики Туркменистана (10.01.2014—04.04.2014).
министр энергетики Туркменистана (04.04.2014—21.08.2015).
21 августа 2015 года уволен за серьезные недостатки в работе. Осужден на 15 лет. Этапирован в колонию в Байрамали.

Подробности
Далее, обращаясь к вызванному на заседание Кабинета Министров министру энергетики страны Г. Сарыеву, Президент Курбанкули Бердымухаммедов констатировал тот факт, что результатом его плохого руководства подведомственными учреждениями и предприятиями стали участившиеся в последнее время перебои в энергоснабжении, в связи с этим от населения, руководителей учреждений, предприятий и организаций поступают многочисленные жалобы.
— Вы работаете в должности министра энергетики уже больше года, за это время вам трижды объявлялся выговор, однако, несмотря на это, качество работы министерства не повышается, не выполняются инвестиционные планы, — сказал глава государства. Проведенные проверки выявили многочисленные нарушения — не осуществляется должный контроль за потреблением электроэнергии, отмечаются многочисленные незарегистрированные потребители, незаконно использующие электроэнергию. Кроме того, по техническим причинам не эксплуатируются в полную силу имеющиеся электростанции, в стране не работают должным образом системы энергоснабжения и энергобезопасности.
Перечислив допущенные в работе руководителя отрасли существенные недостатки, Президент Туркменистана озвучил решение об освобождении Г. Сарыева от занимаемой должности… Газета «Нейтральный Туркменистан» от 22 августа 2015 года

## Награды
- Медаль «20 лет Независимости Туркменистана»